# 聖路易斯拱門
聖路易拱門（英語：Gateway Arch，簡稱大拱門），為美國密苏里州聖路易的一座紀念碑式的建築，位於密西西比河河畔，被譽為「通往美國西部的大門」（英語：The Gateway to the West）。大拱門高630英呎（192公尺），是世界上最高的拱形建築，西半球最高的紀念碑式建築，也是密蘇里州人可以抵達的最高建築物。大拱門座落在密西西比河岸“傑斐遜國家擴張紀念公園”，為紀念美國西進運動而設立。大拱門由芬蘭裔設計師埃罗·沙里宁於1947年設計，1963年2月12日動工，1965年10月28日竣工。工程耗資一千三百萬美元（相當於2013年的一億八千萬美元）。1967年6月10日開放予公眾參觀，成為聖路易舉世聞名的地標性建築。

## 背景

### 構思和籌款
1933年底，社會活動家盧瑟·伊利·史密斯參觀了印第安納州文森斯市的乔治·罗杰斯·克拉克国家历史公园後有感而發，提議在聖路易市建立一座紀念碑式的建築，以紀念在美國歷史上留下重要地位的劉易斯與克拉克遠征。紀念碑所在地為當時隨著水運的衰落而日漸荒涼的密西西比河西岸河邊（Riverfront），亦是當年遠征的出發點。史密斯希望新建紀念碑能促進河邊地區的重新發展和整個聖路易市的經濟繁榮。他的倡議得到當時市長伯納德·迪克曼的賞識，並於1933年12月15日召開市政會議討論這個提案。提案獲得通過，市政府成立“傑斐遜國家擴張紀念協會”（Jefferson National Expansion Memorial Association，簡稱JNEMA）的非營利組織來實施，協會主席為史密斯，迪克曼親任副主席。協會的宗旨為：
興建一個永久的公共紀念建築以紀念為美利堅合眾國領土向西擴張做出貢獻的人們，尤其是美國總統托馬斯·傑斐遜及助手李文斯頓和門羅，偉大的開拓者劉易斯和克拉克，以及無數披荊斬棘的獵人，漁民，拓荒者和旅行者。此建築物象徵美利堅合眾國子孫永遠銘記他們的功績並將他們開拓進取的精神代代相承。

## 大眾文化
- 遊戲命令与征服：红色警戒2盟軍有一關收復聖路易，畫面中可見大拱門作為城市地標。該關卡命名“聖路易-自由之門（Free Gateway）”亦取自大拱門。
- 在科幻電視劇《地球異世界》中經常出現受損的聖路易拱門，佔據著醒目位置。頂部用作廣播電台工作室，拱門本身充當電台的天線。[7]